# Rafael Jambeiro
Rafael Jambeiro är en kommun i Brasilien.   Den ligger i delstaten Bahia, i den östra delen av landet, 1 000 km öster om huvudstaden Brasília. Antalet invånare är 25 555.
Omgivningarna runt Rafael Jambeiro är huvudsakligen savann. Runt Rafael Jambeiro är det ganska glesbefolkat, med 34 invånare per kvadratkilometer.